# アレクサンダー・ガヴリリュク
アレクサンダー・ガヴリリュク（英語: Alexander Gavrylyuk；ウクライナ語: Олександр Миколайович Гаврилюк；ロシア語: Александр Николаевич Гаврилюк、1984年8月19日 - ）は、ウクライナのピアニスト。苗字はガブリリュクとも記される。

## 経歴
生い立ち
1984年、 ウクライナ・ソビエト社会主義共和国・ハルキウに生まれた。両親はフォーク音楽を演奏し、音楽を愛好する家庭に育ち、妹もピアニストである。名教師として知られるヴィクトル・マカロフに師事し、7歳でピアノを始めた。12歳でイタリア・セニガッリア市国際ピアノ・コンクールに出場して優勝。1998年(14歳)、師事していたヴィクトル・マカロフのその他4人の生徒と共に、オーストラリアのシドニーへ渡り、オーストラリア音楽学校の奨学生となった。
オーストラリア渡航後
翌1999年、ホロヴィッツ記念国際ピアノコンクール（ウクライナ・キエフ）、オーストラリア・ピアノコンクールに出場し、それぞれ第1位となった。さらに2000年11月には、日本で行われた第4回浜松国際ピアノコンクールでも第1位を受賞した。翌年の2001年には日本及びアジア各国でコンサートを開催した。
2002年に交通事故により重傷を負うが復帰。2003年にも来日し、コンサートを開いている。
2005年4月には、ルービンシュタイン国際ピアノコンクールで第1位、金賞、ベストコンチェルト賞を受賞。日本へは近年毎年のように来日し、他各国でも精力的に演奏活動を行っている。

## 演奏・録音について
ガヴリリュクの演奏は、超絶技巧が特徴であるが、その中に、技巧だけでは表現できない温かみやロマン性が現れ、彼の持つピアニズムを垣間見ることが出来る。レパートリーは広く、古典派のハイドン、ベートーヴェンから、ロマン派のブラームス、ショパン、ラフマニノフ、プロコフィエフ、スクリャービンなどを演奏する事が多い。